# 北魏
北魏（386年2月20日－535年2月3日）是北朝時期的第一個朝代，由拓跋珪所建立，定都平城（遗址在今山西省大同市）。439年，魏太武帝拓跋燾统一华北，与南方政权对峙。 
494年，魏孝文帝迁都洛阳。495年，孝文帝下诏首先在宫廷中禁止包括鲜卑语在内的诸北语，改说汉语，但对三十岁以上的人有所宽限。496年，孝文帝诏令鮮卑八大貴族全部改为汉姓，并将皇族姓氏拓跋改为元姓。534年，北魏分裂為被高歡掌控的東魏（都邺城）與被宇文泰掌控的西魏（都長安）。东魏武定八年（550年），高洋废魏孝静帝，代东魏自立，建立北齐。西魏于恭帝三年（557年）魏恭帝被权臣宇文护逼迫禅位于堂弟宇文觉，建立北周，172年的鮮卑族元魏历史才正式宣告结束。
拓跋氏自称是黄帝后裔，黄帝发源地为战国时魏国所在，又“魏”有美好之意，故以此名国号。以其领土位于中国北方，又是北朝的第一个政权，故史称“北魏”。因其所處時代在三国時期的曹魏政權之後，也被史書稱為“后魏”。又以其王室姓拓跋，后改姓元，故又别称拓跋魏（东魏和西魏虽然也姓拓跋，但是多數史学家并不如此称呼这两个政权）、元魏。

## 歷史

### 北魏前身
东汉时期因匈奴衰落鲜卑族开始在蒙古高原兴起。西晋末年（公元四世纪初）鲜卑索头部首领拓跋猗卢因协助西晋并州刺史刘琨征伐汉赵有功，被西晋朝廷封为代王。

### 北魏立国
公元338年，拓跋猗卢后代拓跋什翼犍在今山西北部和今內蒙古等地建立代國。立都于盛乐（今内蒙古自治区和林格尔县）。376年拓跋什翼犍被自己的儿子拓跋寔君杀害，同年前秦苻坚进攻代国，拓跋寔君不敌被俘，后被车裂处死，代国覆灭。淝水之战后，前秦统治瓦解。386年，拓跋珪即代王位，重建代国。同年四月，改国号为魏。

### 一统北方
北魏登国十年（公元395年），后燕攻北魏，反被拓跋珪在参合陂之战所败，后燕元气大伤。396年，道武帝改元皇兴，率40万大军征讨后燕，一举攻下中山、信度、邺城，397年十月，北魏军队攻下后燕都城中山，后燕分裂。398年（天興元年）北魏建都平城，次年拓跋珪正式称帝。即為魏道武帝。拓跋珪统治时期对北魏进行了包括完善官僚制度，修订律法，兴汉学等部分改革以巩固北魏政权的统治。天赐六年（409年），魏道武帝拓跋珪被清河王拓跋绍刺杀，之后拓跋绍又被太子拓跋嗣带兵诛杀。同年拓跋嗣继皇帝位，史称魏明元帝。经过明元帝时代的承平岁月，到北魏太武帝时，于427年攻破夏国首都统万城，428年占领安定，逐走赫连夏后主赫连定。436年攻破和龙，灭亡北燕。太延五年（公元439年）吞并北凉。442年西凉残余势力李宝投降北魏。443年仇池杨保炽投降北魏。至此北魏完成了兼併华北地区和北方，這時华南地区和南方早已是劉宋，南北各自为政，形成互不隶属的對峙之局。
在統一華北以前，北魏就有多次與南朝政權在黃淮下游交手的經驗。顯祖獻文帝皇興三年（469），北魏上黨公、征南大將軍慕容白曜攻下南朝宋所屬的青州治所東陽城，至此以後，現今山東半島，又屬黃淮下游古稱青齊的地區（《尚書‧禹貢》稱「海岱之地」）就歸北魏所管，並被割劃為青州、齊州、濟州、光州等區。

### 孝文改革
中国北方因常年战乱而陷入长期坞堡林立的状态。地方世家大族藏匿人口，兼并土地。北魏统一北方后，暂时实行宗主督护制，承认大族坞堡主为地方领主。北魏朝廷无法直接管理坞堡地的人口。在馮太后掌政時代，馮太后已推行了一系列措施建立國家規模，如在太和九年、十年（485、486年）推行的均田制和三长制，把之前因为戰亂而遺下的無主荒地按制度分給存活的農民，一部分可永久擁有，一部分則身死後交還公家。这些得到自己土地的农民很多是先前为世家大族耕种的农奴，三长制让这些被世家大族藏匿的人口成为在册的自耕农，以便国家随时征用。北魏同时限制世家大族增持土地。冯太后又施行租調制，農民按制度上數字，定期向朝廷納稅。
孝文帝親政後更在文化上開始修整，在风雨飘摇之中的背景下為了维持和巩固政权，進行了許多大刀阔斧的改革，即後世之所謂孝文漢化，其舉措大略如下：
- 一、遷洛陽：孝文帝以舊都平城（今山西省大同市）為用武之地，非可文治，而洛邑為歷史名都，物富民豐，交通便利，便於經略海內，控制中原，魏太和十七年（493年），以南伐為名，進駐河洛，定為京師。遷都洛阳後，戎裝以外，官民皆著漢服。
- 二、改漢姓：《魏書‧官氏志》記載了一百一十八個胡人改姓的例子，如皇族拓跋氏改元姓、步六孤改陸姓、賀賴氏改賀姓、獨孤改姓劉。
- 三、斷胡語：凡三十歲以下官員一律使用漢語，如果仍用鮮卑語，即降爵黜官。
- 四、通婚姻：鼓勵與漢族世家通婚，並從己身開始迎娶漢族士族女子。
- 五、重教育：祀孔子，尊儒教，尋古書，設立太學、小學。

自此胡漢界線开始逐漸消弭，而中央政权重新掌控地方人口与经济，對当时和后世發展意義非凡。

### 北魏分裂

#### 河阴之变
第八任皇帝魏宣武帝元恪立他的儿子元诩当太子时，没有按旧制子贵母死处死太子的母亲胡贵嫔，導致外戚及士族掌權。孝明帝元诩即位后，胡贵嫔为皇太后，後六鎮之亂爆發。胡党可能毒死元诩，還以女嬰代替皇帝，後來決定立元钊為帝，這樣隨意的換人做法使得大将尔朱荣趁势讨伐，杀死胡太后、元钊，立孝文帝侄长乐王元子攸为帝，在大杀宗室的河阴之变后掌控朝政。孝文帝侄元颢、孝文帝子元悦等宗室都因河阴之变而南下投靠梁朝。梁朝雍州刺史萧纲趁机上表请求北伐，收复襄阳、新野，“拓地千里”。
529年，梁武帝派陈庆之攻陷洛阳，立元颢为帝。陈庆之目睹洛阳的衣冠、礼仪、人才不输南朝，心生感慨。元颢御下无方失去人心，又急于脱离陈庆之掌控而请求梁武帝不再增援，不久为尔朱荣所败被杀。

#### 内战
孝莊帝元子攸不能容忍尔朱荣嚣张跋扈，在尔朱荣回朝后设计铲除之，梁武帝亦于530年趁机派兵拥立元悦为帝。但不久后尔朱氏就立尔朱荣内侄长广王元晔为帝，孝庄帝也被尔朱家族所杀害，元悦见状亦放弃称帝而南归。尔朱氏觉得元晔世系疏远，又废元晔改立孝文帝侄元恭。
尔朱家族大将高欢倒戈，立辖区内的宗室勃海太守元朗为帝以号令天下，讨伐尔朱家族，并取得胜利。532年，高欢以元恭为尔朱氏所立、元朗世系疏远为由，皆废黜，有意立元悦，元悦于是北返，但因德行有失，高欢没有立他，而是立孝文帝孙平阳王元修为帝，是为孝武帝。元恭、元悦、元晔、元朗皆被孝武帝所杀。孝武帝不能容忍高欢掌握朝政，在534年投奔长安的宇文泰。
高欢写信让孝武帝回銮未果，于是另立孝文帝曾孙元善见为帝，建都邺城（今河北临漳），史称“东魏”，称孝武帝为“出帝”。北魏就此分裂。一年后宇文泰弑孝武帝，另立孝文帝孙南阳王元宝炬为帝，建都长安，史称“西魏”。

## 政治制度

### 子貴母死制度
北魏的宮廷為了避免外戚干政，實施殘酷的子貴母死制度，即後宮女性所生皇子被立为太子就得被賜死，以避免母以子貴的情況發生。但幼子還是需要人照顧，因此就有所謂的保太后，即以太子的保姆在太子繼位後成為皇太后。北魏有三種皇太后，一種是皇帝的生母，另一種是皇帝的保姆，還有一種是未曾替前任皇帝生皇子因而存活的皇后。如北魏献文帝乃由漢人女子李贵人所生，然李贵人在生下献文帝以後即被賜死，由身為太后的馮氏所養大。献文帝曾求當時當權的馮太后廢除舊法，但被拒絕。後來直到篤信佛教的北魏宣武帝，才終於取消子貴母死，但他卻導致北魏的外戚爭權，最終導致北魏滅亡及分裂。
北魏文成帝拓跋濬是北魏太武帝的孙子，其父拓跋晃没有做过皇帝，文成帝也并非以储君身份登基，故其生母郁久闾氏未曾被赐死，在文成帝登基之初尚在人世，但不久后，身为在位皇帝之母的她也因“子贵母死”制度所累而死。

### 離散諸部
打碎部落，重編為八部，立八部大人統領。

## 经济发展

### 赋役制度
魏孝文帝改革之前，北魏的税收由部落贡纳、牧民的畜牧税为以及一般农民的租调为主，其中农民的租调为最大收入。北魏规定租调税收为“户调帛二匹、絮二斤、丝一斤、粟二十石；又入帛一匹二丈，委之州库，以供调外之费。”。不过这是个一般办法，政府需要的时候可以增加征收物品的种类和数量。租调是按户收取的，户的大小没有限制，孝文帝改革之前，三五十家组成一户的情形很普遍。除了这种一般性税收外，政府经常因为战争而加开新税，官吏因为没有官俸，也常常以各种借口征税，给百姓带来很大的负担。
徭役方面，兵役方面由鲜卑人担任，因而兵役较轻。而力役的情况因为缺少史料，无法得知。只知道，为政府工作的工、杂役非常多。他们被编为隶户、军户、营户、府户、绫罗户、乐户等等。
孝文帝改革后，为了给官僚机构提供俸禄，以减少官吏欺压百姓。提高了税率，魏孝文帝定每户增调帛三匹、谷二斛九斗，充百官俸禄。又在太和九年（485年）实行均田制，办法大致有四项：
1. 十五岁以上的男丁和妇人均可授田，男丁授露田四十亩，妇人二十亩，授田视轮休需要加倍或再加倍。如果有牛一头则授田三十亩，最多四头牛，多出的不授田。老少病残或者缺乏男丁的家庭十一岁以上和有病者均授予半夫之田。奴婢一样按照男丁和妇人的标准授田。授田不准买卖，年老或身死还田，但七十以上授田者不必归还。
2. 男丁授桑田20亩。桑田不必还给国家，可传给子孙，也可以可卖出多于20亩的部分，也可买桑田补足20亩。产麻地男子授麻田10亩，妇人50亩，年老及身死后还田。
3. 多余土地可以借给农民耕种，政府严格控制农民迁徙，只允许迁往空荒地区。
4. 规定驻地长官在所在地给予公田，刺史十五顷，太守十顷，治中别驾八顷，县令郡丞六顷，不许买卖。

政府在均田制的基础上重新规定了税收制度，一夫一妻应缴纳的租调为：“其民调，一夫一妇帛一匹，粟二石。民年十五以上未娶者，四人出一夫一妇之调；奴任耕、婢任织者八口当未娶者四；耕牛二十头当奴婢八。其麻布之乡，一夫一妇布一匹，下至牛，以此为降。”

## 军事
北魏兵民分开，兵用于打仗，民从事耕桑。而兵主要由鲜卑及其他少数民族组成，农业主要由汉人从事。兵民之分也就是胡汉之分，也是胡汉分治的体现。
而士兵里面也分两种，一种是鲜卑兵，另外一种是非鲜卑兵。
鲜卑兵由代北部落的鲜卑人组成，主要担任北魏的禁旅和边防六镇的士兵。这种兵带贵族性质，地位颇高。
非鲜卑兵中，以高车兵最为重要，禁军和六镇边兵都有高车人。此外还有部分少数民族和汉人军队。

## 文化、艺术和宗教

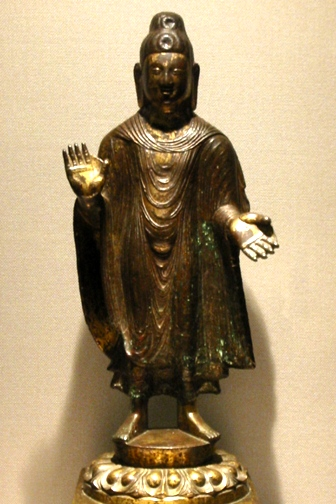
北魏时期的弥勒佛像，铸于443年

北魏经历了游牧部落联盟而迅速转移到国家的历史，拓跋鲜卑人有自己的语言而没有文字。北魏时期的主要宗教是佛教、道教和琐罗亚斯德教，其中最重要的是佛教，僧尼的人数曾发展到二百多万。北魏道教，主要是经过寇谦之改良的天师道。当时佛道两家的斗争十分激烈，太武帝拓跋燾曾经大舉灭佛。琐罗亚斯德教在中国称为祆教或拜火教，主神被称为“胡天”，主要在入华的粟特人当中传播。孝文帝在平城（大同）开凿了云冈石窟。
北魏大部分時期，由於國家及私人贊助，佛教藝術十分興盛。雲崗佛教石窟約興建於西元460年，由上千位工匠歷時約三十五年完工，洞窟內有雕塑及繪畫。之後，北魏孝文帝亦於龍門興建石窟。雲崗石窟的佛像屬較靜態的罽賓風格，龍門的造像形式則較流線飄逸，開始展現中國風格的影響。北魏的陪葬陶器亦受到佛教影響，強調「正面性」(frontality) 及對稱。

## 君主
| 肖像 | 庙号                        | 谥号                                    | 名讳                                     | 在世时间     | 在位时间                   | 年号及使用时间  | 年号及使用时间 | 陵寝     |
| ---- | --------------------------- | --------------------------------------- | ---------------------------------------- | ------------ | -------------------------- | --------------- | -------------- | -------- |
| —    | —                           | 献明皇帝 （道武帝拓跋珪追谥）           | 拓跋寔                                   | ？－371年    | —                          | —               | —              | —        |
| —    | 烈祖 （明元帝拓跋嗣尊）     | 宣武皇帝 （明元帝拓跋嗣谥）             | 拓跋珪                                   | 371年－409年 | 386年－398年（代王、魏王） | 登国            | 386年－396年   | 盛樂金陵 |
| —    | 烈祖 （明元帝拓跋嗣尊）     | 道武皇帝 （明元帝拓跋嗣改谥）           | 拓跋珪                                   | 371年－409年 | 386年－398年（代王、魏王） | 皇始            | 396年－398年   | 盛樂金陵 |
| —    | 太祖 （孝文帝元宏追改庙号） | 道武皇帝 （明元帝拓跋嗣改谥）           | 拓跋珪                                   | 371年－409年 | 398年－409年（北魏皇帝）   | 天兴            | 398年－404年   | 盛樂金陵 |
| —    | 太祖 （孝文帝元宏追改庙号） | 道武皇帝 （明元帝拓跋嗣改谥）           | 拓跋珪                                   | 371年－409年 | 398年－409年（北魏皇帝）   | 天赐            | 404年－409年   | 盛樂金陵 |
| —    | 太宗                        | 明元皇帝                                | 拓跋嗣                                   | 392年－423年 | 409年－423年               | 永兴            | 409年－413年   | 雲中金陵 |
| —    | 太宗                        | 明元皇帝                                | 拓跋嗣                                   | 392年－423年 | 409年－423年               | 神瑞            | 414年－416年   | 雲中金陵 |
| —    | 太宗                        | 明元皇帝                                | 拓跋嗣                                   | 392年－423年 | 409年－423年               | 泰常            | 416年－423年   | 雲中金陵 |
| —    | 世祖                        | 太武皇帝                                | 拓跋焘                                   | 408年－452年 | 424年－452年               | 始光            | 424年－428年   | 云中金陵 |
| —    | 世祖                        | 太武皇帝                                | 拓跋焘                                   | 408年－452年 | 424年－452年               | 神䴥            | 428年－431年   | 云中金陵 |
| —    | 世祖                        | 太武皇帝                                | 拓跋焘                                   | 408年－452年 | 424年－452年               | 延和            | 432年－434年   | 云中金陵 |
| —    | 世祖                        | 太武皇帝                                | 拓跋焘                                   | 408年－452年 | 424年－452年               | 太延            | 435年－440年   | 云中金陵 |
| —    | 世祖                        | 太武皇帝                                | 拓跋焘                                   | 408年－452年 | 424年－452年               | 太平真君        | 440年－451年   | 云中金陵 |
| —    | 世祖                        | 太武皇帝                                | 拓跋焘                                   | 408年－452年 | 424年－452年               | 正平            | 451年－452年   | 云中金陵 |
| —    | —                           | 南安隱王                                | 拓跋余                                   | ？－452年    | 452年                      | 承平            | 452年          | —        |
| —    | —                           | 景穆太子 （太武帝拓跋焘谥）             | 拓跋晃                                   | 428年－451年 | —                          | —               | —              | —        |
| —    | 恭宗 （文成帝拓跋濬追尊）   | 景穆皇帝 （文成帝拓跋濬追谥）           | 拓跋晃                                   | 428年－451年 | —                          | —               | —              | —        |
| —    | 高宗                        | 文成皇帝                                | 拓跋濬                                   | 440年－465年 | 452年－465年               | 兴安            | 452年－454年   | 云中金陵 |
| —    | 高宗                        | 文成皇帝                                | 拓跋濬                                   | 440年－465年 | 452年－465年               | 兴光            | 454年－455年   | 云中金陵 |
| —    | 高宗                        | 文成皇帝                                | 拓跋濬                                   | 440年－465年 | 452年－465年               | 太安            | 455年－459年   | 云中金陵 |
| —    | 高宗                        | 文成皇帝                                | 拓跋濬                                   | 440年－465年 | 452年－465年               | 和平            | 460年－465年   | 云中金陵 |
| —    | 显祖                        | 献文皇帝                                | 拓跋弘                                   | 454年－476年 | 466年－471年               | 天安            | 466年－467年   | 云中金陵 |
| —    | 显祖                        | 献文皇帝                                | 拓跋弘                                   | 454年－476年 | 466年－471年               | 皇兴            | 467年－471年   | 云中金陵 |
| —    | 高祖                        | 孝文皇帝                                | 元宏 （改拓跋氏为元氏）                  | 467年－499年 | 471年－499年               | 延兴            | 471年－476年   | 长陵     |
| —    | 高祖                        | 孝文皇帝                                | 元宏 （改拓跋氏为元氏）                  | 467年－499年 | 471年－499年               | 承明            | 476年          | 长陵     |
| —    | 高祖                        | 孝文皇帝                                | 元宏 （改拓跋氏为元氏）                  | 467年－499年 | 471年－499年               | 太和            | 477年－499年   | 长陵     |
| —    | 世宗                        | 宣武皇帝                                | 元恪                                     | 483年－515年 | 500年－515年               | 景明            | 500年－503年   | 景陵     |
| —    | 世宗                        | 宣武皇帝                                | 元恪                                     | 483年－515年 | 500年－515年               | 正始            | 504年－508年   | 景陵     |
| —    | 世宗                        | 宣武皇帝                                | 元恪                                     | 483年－515年 | 500年－515年               | 永平            | 508年－512年   | 景陵     |
| —    | 世宗                        | 宣武皇帝                                | 元恪                                     | 483年－515年 | 500年－515年               | 延昌            | 512年－515年   | 景陵     |
| —    | 肃宗                        | 孝明皇帝                                | 元诩                                     | 510年－528年 | 515年－528年               | 熙平            | 516年－518年   | 定陵     |
| —    | 肃宗                        | 孝明皇帝                                | 元诩                                     | 510年－528年 | 515年－528年               | 神龟            | 518年－520年   | 定陵     |
| —    | 肃宗                        | 孝明皇帝                                | 元诩                                     | 510年－528年 | 515年－528年               | 正光            | 520年－525年   | 定陵     |
| —    | 肃宗                        | 孝明皇帝                                | 元诩                                     | 510年－528年 | 515年－528年               | 孝昌            | 525年－527年   | 定陵     |
| —    | 肃宗                        | 孝明皇帝                                | 元诩                                     | 510年－528年 | 515年－528年               | 武泰            | 528年          | 定陵     |
| —    | —                           | —                                       | 元氏名不详 （为孝明帝女，即位1天后废黜） | 528年－？    | 528年 （仅1天）            | 武泰 （未改元） | 528年          | —        |
| —    | —                           | —                                       | 元钊                                     | 526年－528年 | 528年                      | 武泰 （未改元） | 528年          | —        |
| —    | —                           | 彭城武宣王 （宣武帝元恪谥）             | 元勰                                     | 473年－508年 | —                          | —               | —              | —        |
| —    | 肃祖 （孝庄帝元子攸追尊）   | 文穆皇帝 （孝庄帝元子攸追谥）           | 元勰                                     | 473年－508年 | —                          | —               | —              | —        |
| —    | — （节闵帝元恭追废帝号）    | 彭城武宣王 （节闵帝元恭追废帝号，复谥） | 元勰                                     | 473年－508年 | —                          | —               | —              | —        |
| —    | —                           | 孝宣皇帝 （孝庄帝元子攸追谥）           | 元劭                                     | ？－528年    | —                          | —               | —              | —        |
| —    | —                           | 武懷皇帝 （废帝元朗谥）                 | 元子攸                                   | 507年－530年 | 528年－530年               | 武泰 （未改元） | 528年          | 靜陵     |
| —    | —                           | 武懷皇帝 （废帝元朗谥）                 | 元子攸                                   | 507年－530年 | 528年－530年               | 建义            | 528年          | 靜陵     |
| —    | 敬宗 （孝武帝元修尊上庙号） | 孝莊皇帝 （孝武帝元修改谥）             | 元子攸                                   | 507年－530年 | 528年－530年               | 永安            | 528年－530年   | 靜陵     |
| —    | —                           | —                                       | 元晔 （废为东海王）                      | ？－532年    | 530年－531年               | 建明            | 530年－531年   | —        |
| —    | —                           | 广陵惠王                                | 元羽 （节闵帝元恭追尊皇帝，称“先帝”）    | 471年－501年 | —                          | —               | —              | —        |
| —    | —                           | 节闵皇帝 （西魏追谥）                   | 元恭                                     | 498年－532年 | 531年－532年               | 普泰            | 531年－532年   | —        |
| —    | —                           | —                                       | 元朗 （废为安定王）                      | 513年－532年 | 531年－532年               | 中兴            | 531年－532年   | —        |
| —    | —                           | 广平武穆王 （孝明帝元诩谥）             | 元怀                                     | 488年－517年 | —                          | —               | —              | —        |
| —    | —                           | 武穆皇帝 （孝武帝元修追谥）             | 元怀                                     | 488年－517年 | —                          | —               | —              | —        |
| —    | —                           | 孝武皇帝 （西魏谥）                     | 元修 （一说元脩）                        | 510年－534年 | 532年－534年               | 太昌            | 532年          | 云陵     |
| —    | —                           | 孝武皇帝 （西魏谥）                     | 元修 （一说元脩）                        | 510年－534年 | 532年－534年               | 永兴            | 532年          | 云陵     |
| —    | —                           | 孝武皇帝 （西魏谥）                     | 元修 （一说元脩）                        | 510年－534年 | 532年－534年               | 永熙            | 532年－534年   | 云陵     |

## 延伸阅读
[在维基数据编辑]
 《宋書/卷95》，出自沈约《宋书》
 《南齊書·卷57》，出自萧子显《南齊書》

### 引用
1. ↑  司马光. . : 卷140  [2016-09-06]. （原始内容存档于2016-09-14）.
2. ↑  徐俊. . 湖北武昌: 华中师范大学出版社. 2000年11月: 152–155. ISBN 7-5622-2277-0.
3. ↑  傅乐成 主编；邹纪万 著《中国通史 魏晋南北朝史》，2009年，九州出版社，第96页；ISBN: 9787510800597。
4. ↑  东魏、西魏及北齐、北周 （中国国家博物馆）[永久]
5. ↑  趙翼《二十二史劄記》卷14 保太后：「後魏自道武創例，立太子則先殺其母，以防母后預政，自是遂著為令，而帝即位皆無太后，於是轉奉保母為太后。」
6. ↑  李凭《北魏文成帝初年的三后之争》
7. ↑  邹纪万《中国通史：魏晋南北朝史》，182页，九州出版社，2009年
8. 1 2  《魏书》食货志
9. ↑  《资治通鉴》第一百三十六卷
10. ↑  万绳楠（2006）《陈寅恪魏晋南北朝讲演录》 第十七篇 《六镇问题》，贵州人民出版社，232页
11. ↑  《魏书》二八《刘洁传》：“郡国之民虽不征讨，服勤农桑，以供军国，实经世之大本，府库之所资。”
12. ↑  万绳楠（2006）《陈寅恪魏晋南北朝讲演录》 第十七篇 《六镇问题》，贵州人民出版社，230页
13. ↑  藝術與建築索引典—北魏[永久] 於2011 年4 月1 日查閱
14. ↑  魏收. . 永興二年九月甲寅，上諡宣武皇帝，葬於盛樂金陵，廟號太祖。泰常五年，改諡曰道武。
15. ↑  魏收. . 上諡曰孝文皇帝，廟曰高祖。五月丙申，葬長陵。

## 研究書目
- 康樂：《從西郊到南郊：國家祭典與北魏政治》（台北：稻禾出版社，1995）。
- 前田正名 著，孫耀 等 譯：《平城歷史地理學研究》（北京：書目文獻出版社，1994）。
- 窪添庆文. . 文史哲. 2002, (1): 124–129  [2022-05-14]. ISSN 0511-4721. doi:10.16346/j.cnki.37-1101/c.2002.01.024. &type=journalArticle&datatype=journalArticle NCPSSD 6681488 . （原始内容存档于2022-05-14）.

| 中国朝代：中国北方地区政权 | 中国朝代：中国北方地区政权 | 中国朝代：中国北方地区政权 |
| -------------------------- | -------------------------- | -------------------------- |

| 前朝： 五胡十六国 | 北朝 · 魏 (独立自前秦，继承代国) 386年2月20日—534年11月8日 | 后朝： 北朝 · 东魏 北朝 · 西魏 |